# Basiliek van Bois-Chenu

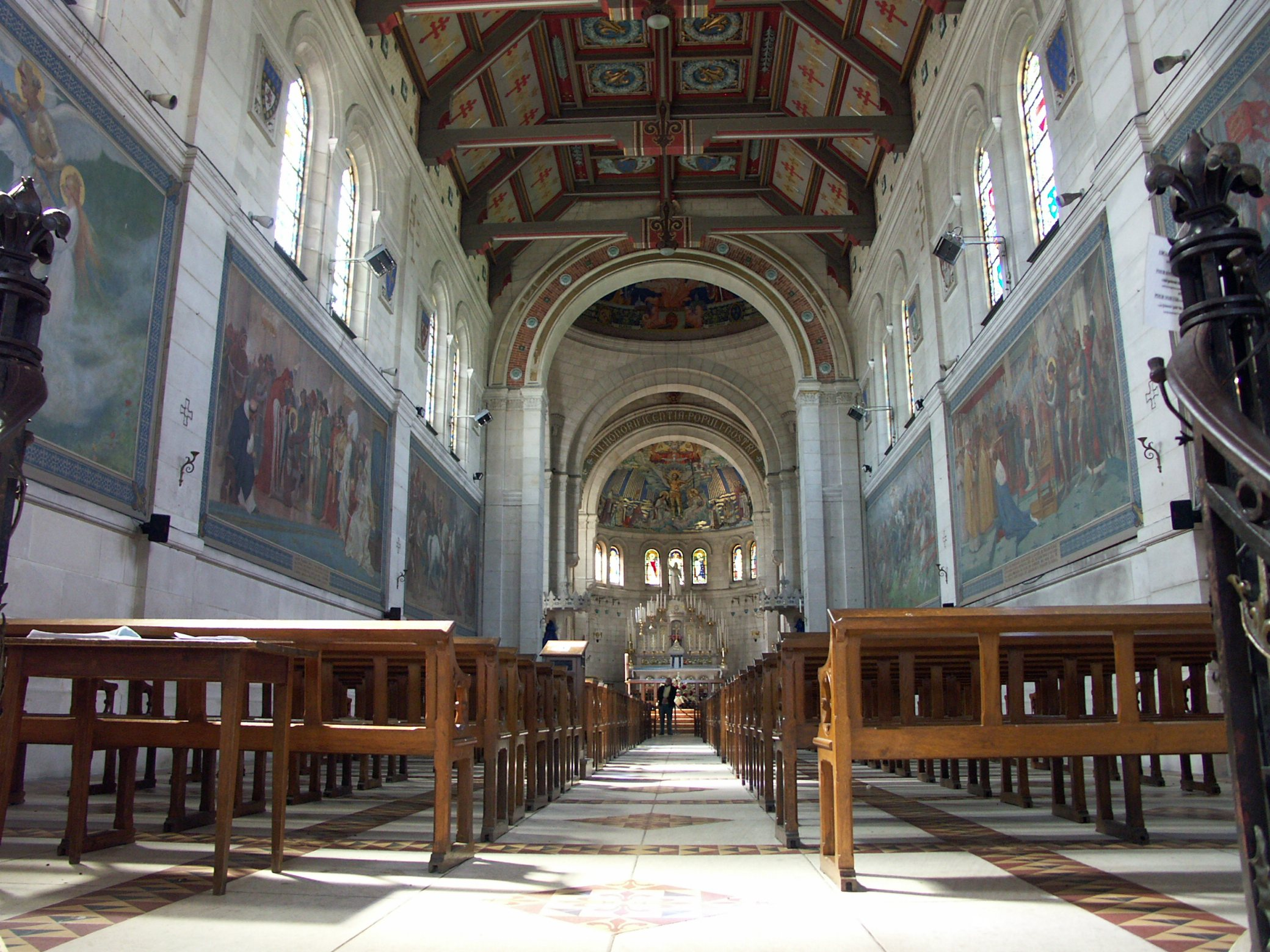
Interieur

De Basiliek van Bois-Chenu of Basiliek Sainte-Jeanne-d'Arc is een basiliek gewijd aan de heilige Jeanne d'Arc, gebouwd op de plek waar zij stemmen van heiligen gehoord zou hebben, die haar opriepen Frankrijk te redden. De kerk bevindt zich op een heuvel ten zuiden van Domrémy-la-Pucelle, Jeannes geboortedorp.
Met de bouw van de kerk werd begonnen in 1881. Het gebouw was gereed in 1926. De architect was Paul Sédille, die de kerk ontwierp in een combinatie van neoromaans en neogotiek. Omdat Jeanne d'Arc pas in 1920 heilig werd verklaard, was er oorspronkelijk een toewijding aan de aartsengel Michaël gepland. In 1939 werd de kerk tijdens een ceremonie waarbij 80.000 pelgrims aanwezig waren tot basilica minor verheven.
In de basiliek bevinden zich grote mozaïeken en acht schilderijen van Lionel Royer, die het leven van Jeanne als thema hebben. In de crypte (voltooid 1891) staat het beeld van Notre-Dame de Bermont, waar Jeanne d'Arc zelf nog bij gebeden zou hebben.
Op het plein voor de basiliek staan standbeelden van Jeanne d'Arc en haar ouders.